# Bolívia vasúti közlekedése
Bolíviában összesen 3504 km hosszú, 1000 mm nyomtávú vasútvonal van. Nemzeti vasúttársasága a Ferrocarril de Antofagasta a Bolivia. Az ország vasútvonalai korábban 762 mm nyomtávolsággal épültek.

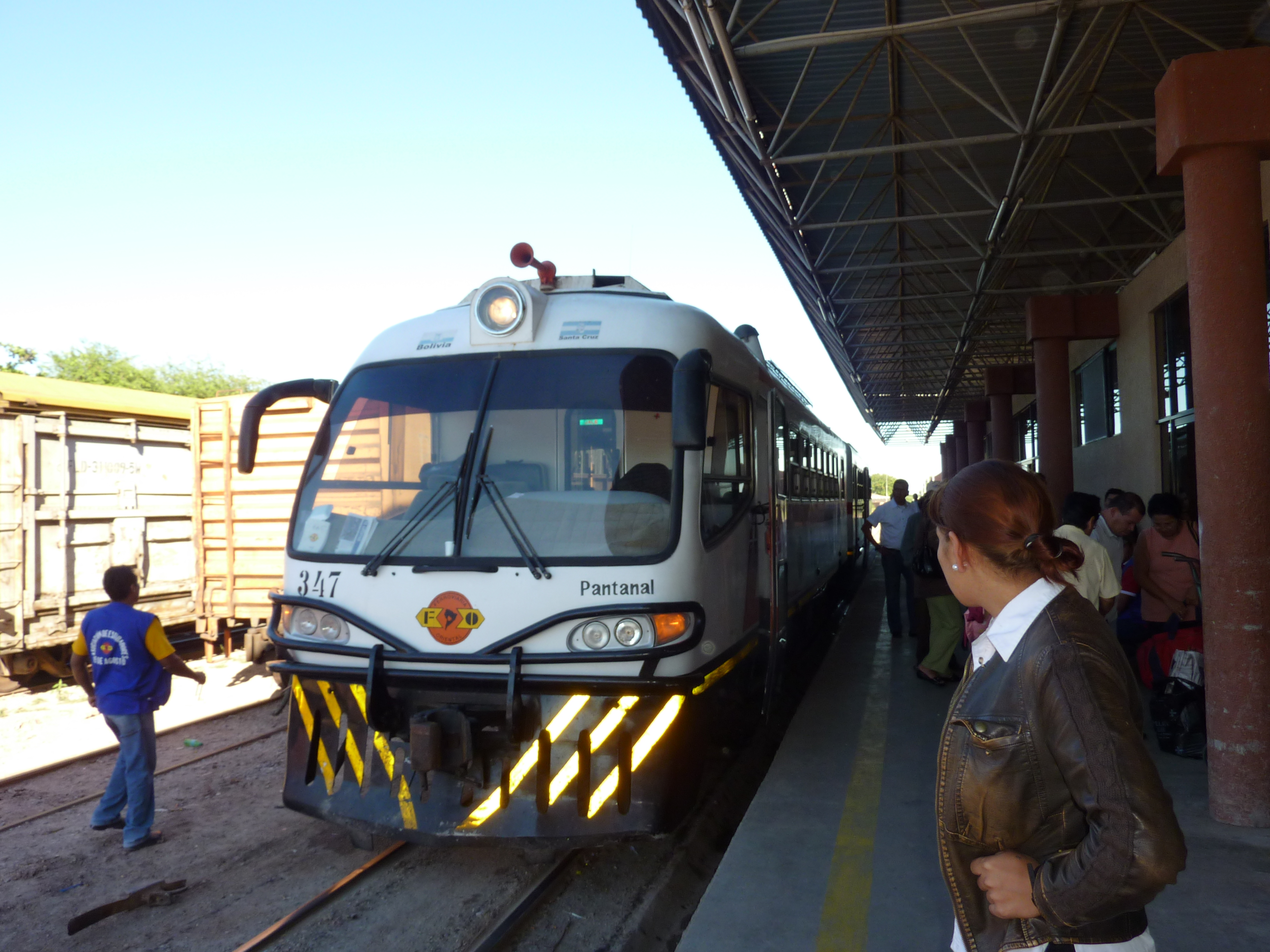
Dízel motorvonat Bolíviában

## Járművek
- FCG No. 665 2-8-2; Robore, Bolívia; FCG Workshops;
- ENFE No. 664? 2-8-2; Potosi, Bolívia; derelict
- FCG No. 671 2-8-2;Cochabamba, Bolívia
- FCG No. 658 2-8-2; Cochabamba, Bolívia
- ENFE No. 662 2-8-2; El Tejar, Bolívia
- ENFE No. 663? 2-8-2; El Tejar, Bolívia
- ENFE(FCALP) No. 664 2-8-2 Tupiza, Bolívia
- ENFE No. 669 2-8-2; El Tejar, Bolívia
- ENFE(FCAB) No. 672 2-8-2; Uyuni, Bolívia
- ENFE(FCAB) No. 668? 2-8-2;Uyuni, Bolívia
- ENFE(FCAB) No. 670 2-8-2; Uyuni, Bolívia

## Vasúti kapcsolata más országokkal
- Argentína  - igen, azonos nyomtávval
- Brazília - igen - azonos nyomtávval
- Chile - igen - azonos és eltérő nyomtávval is (1000 mm / 1676 mm)
- Peru - igen, vasúti komppal - azonos nyomtáv
- Paraguay -??

## Térkép

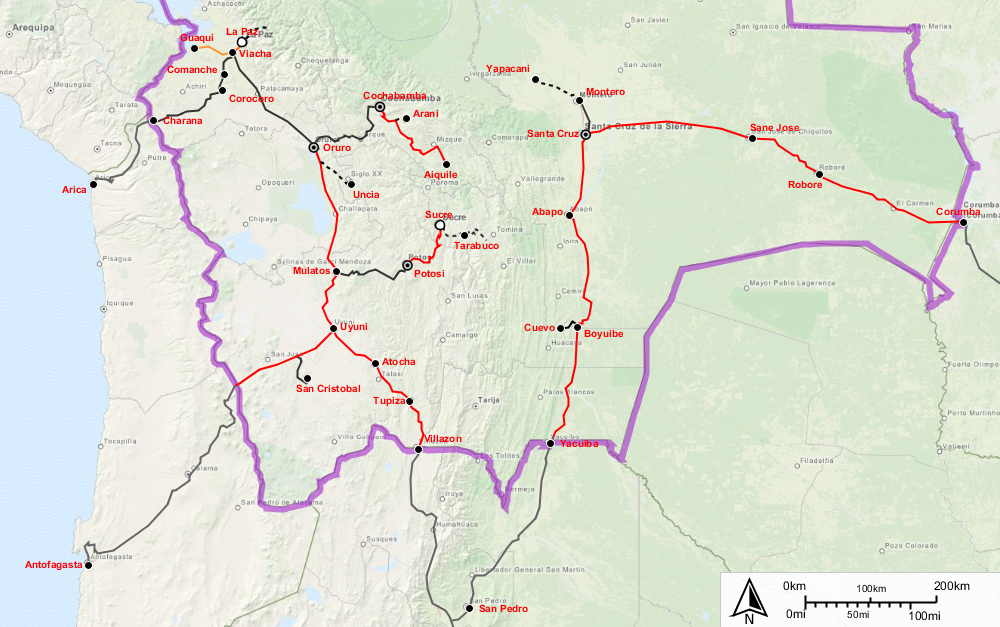
Vasút Bolíviában (interaktív térkép)
━━━ Vasútvonal személyforgalommal
━━━ Járható állapotú vasútvonal
········ Járhatatlan vagy megszűnt vonalak